# Ralph Chaplin
Ralph Hosea Chaplin (Ames, Kansas, 1887 - Tacoma, Washington, 1961) va ser un artista estatunidenc, poeta i escriptor molt cèlebre en la primera meitat del segle XX i un actiu sindicalista de la Industrial Workers of the World (IWW).

## Biografia
D'origen molt humil, la seva família es va traslladar a Xicago el 1893. Es va començar a conscienciar de la situació de les classes treballadores quan, essent un nen, va presenciar la mort d'un treballador que participava en una vaga. Després de diveses feienes malpagades arribà a Mèxic on va ser partidari d'Emiliano Zapata.
El 1913 es va afiliar al IWW. Col·laborador de les publicacions “Solidarity” i l'”Industrial Worker”. Va escriure diversos documents, dibuixos, poemes i cançons per a aquella organització. Com a autor de lletres de cançons va ser tan popular com Joe Jill.
Antimilitarista convençut s'oposà a la Primera Guerra Mundial per la qual cosa li va ocasionar, per la Llei d'Espionatge, una condemna de 20 anys de presó i una multa de 20.000 dòlars. El 1919 fou alliberat sota fiança. Poc després de la Revolució Russa s'inicià una campanya repressiva contra elements considerats radicals aplicant la Llei de Sedició (1918) a la qual van recórrer A. Mitchell Palmer i John Edgar Hoover per controlar i detenir milers de sospitosos de ser comunistes o anarquistes. Chaplin, profundament anticomunista, participà en diversos estats per denunciar aquesta llei. Va tornar a la presó però fou indultat el 1923.
Continuà militant a la IWW però el 1936 va abandonar aquest sindicat i el 1941 va col·laborar amb l'American Federation of Labor (AFL).
Fou crític amb el New Deal i des del 1949 fins a la seva mort fou conservadors dels manuscrits del Washington State Historical Society
Es va convertir al catolicisme; continuà dedicant-se a la poesia i va defensar els drets dels indígenes nord-americans,

El Gat Negre de la Industrial Workers of the World

Entre les seves aportacions a la lluita sindical es troben l'himne "Solidarity Forever" i la icona de la lluita radical: el Gat Negre (també conegut com el “Gat Salvatge” o “Sabot-cat”, considerat per als anarcosindicalistes com a símbol de les vagues salvatges. El gat representaria algú que està acorralat i es disposa a plantar cara en el darrer moment quan ja no pot aguantar més.